# 레손타마린
레손타마린(Leontocebus fuscus)은 아마존 분지 북서부 지역에서 발견되는 영장류의 일종이다. 콜롬비아 남동부와 자푸라강 북쪽과 남쪽의 푸투마요강 그리고 서쪽으로 안데스산맥 구릉 지대 사이의 브라질 북서부의 좁은 지역에 분포한다.